# Olmeta-di-Capocorso
Pour les articles homonymes, voir Olmeta.
Olmeta-di-Capocorso est une commune française située dans la circonscription départementale de la Haute-Corse et le territoire de la collectivité de Corse. Elle appartient à l'ancienne piève de Nonza, dans le Cap Corse.

## Géographie

### Situation
Olmeta-di-Capocorso est la commune la plus méridionale du littoral occidental du Cap Corse, limitrophe de Farinole déjà dans le Nebbio.
Elle est l'une des 18 communes rassemblées au sein de la communauté de communes du Cap Corse. Olmeta di Capo Corso se situait dans le fief de Nonza.
Communes limitrophes

### Géologie et relief
La commune, d'une superficie de 2 157 hectares, occupe un « alvéole » de la péninsule du Cap Corse, soit la vallée de la rivière Olmeta. Cette vallée ouverte  à l'ouest sur le golfe de Saint-Florent, est adossée à la Serra, une chaîne de montagnes aux crêtes effilées ou la « dorsale schisteuse » du Cap Corse, orientée dans un axe nord-sud.
Son sol est composé sur le littoral de schistes s'altérant facilement et dans l'intérieur, d'ophiolites très résistants, créant des reliefs aigus et abrupts. Ici, les ophiolites sont des roches magmatiques ou péridotites, transformées le plus souvent en serpentinites teintées en vert par l'olivine. Plus près de la ligne de partage des eaux en bout de vallée, on trouve des roches plutoniques cristallines basiques, des gabbros euphotides métamorphisés renfermant de l'amphibole (bleu-vert) et des pyroxènes (vert jade).
Au sud-est de la commune, proche du Monte Foscu (1 102 m), on rencontre une poche de schistes sériciteux.
Façade maritime
La commune possède une courte façade maritime, soit près de 3 kilomètres de côtes déchiquetées, partant de l'embouchure du Fiume Pianu au sud jusqu'à l'embouchure de la rivière d'Olmeta / la tour de Negru au nord. Il n'y a pas d'abris pour les plaisanciers sur cette portion de côte soumise aux vents d'ouest dominants.
La rivière d'Olmeta a son embouchure, au pied de la tour génoise. Le bas de vallée est plus sombre car encaissé, ce qui, avec la roche noire, est évoqué par le nom « Negru ». À la Marine de Negru, les galets de la plage sont noirs.
Limites territoriales
Appuyée à l'est, depuis le Monte Stello (Brando - 1 306 m) jusqu'au Monte Capra (1 203 m) sur la dorsale du Cap, la ligne de partage des eaux qui la sépare de Brando, la commune est bouclée :
- au nord par une ligne de crête partant du bord de mer depuis l'embouchure de la rivière d'Olmeta, la pointe de Negru (344 m), passant par le monte Stavu (764 m), la cime de Macchiella (71 m), la cime de Muzzicone (Olcani - 842 m), le monte di Scolca (1 036 m) jusqu'au Monte Stello ;
- au sud par une ligne partant de l'embouchure du ruisseau de Pianu di Fiume, puis longeant ce cours d'eau jusqu'à l'altitude de 375 m avant de se diriger à l'est du Monte Pinzutu (708 m) vers la ligne de crête du Guadalone via la chapelle ruinée San Jacintu située à 1 082 m d'altitude ;
- à l'est, la ligne de crête orientée au nord, passe par le monte Prunu (1 183 m), la crête de Guadalone, le monte Foscu (1 102 m), puis décline vers la bocca d'Antigliu (879 m) avant de rejoindre le monte Capra (1 203 m), la bocca di Santa Maria (1 097 m), et atteindre en fin, le monte Stello.

### Hydrographie

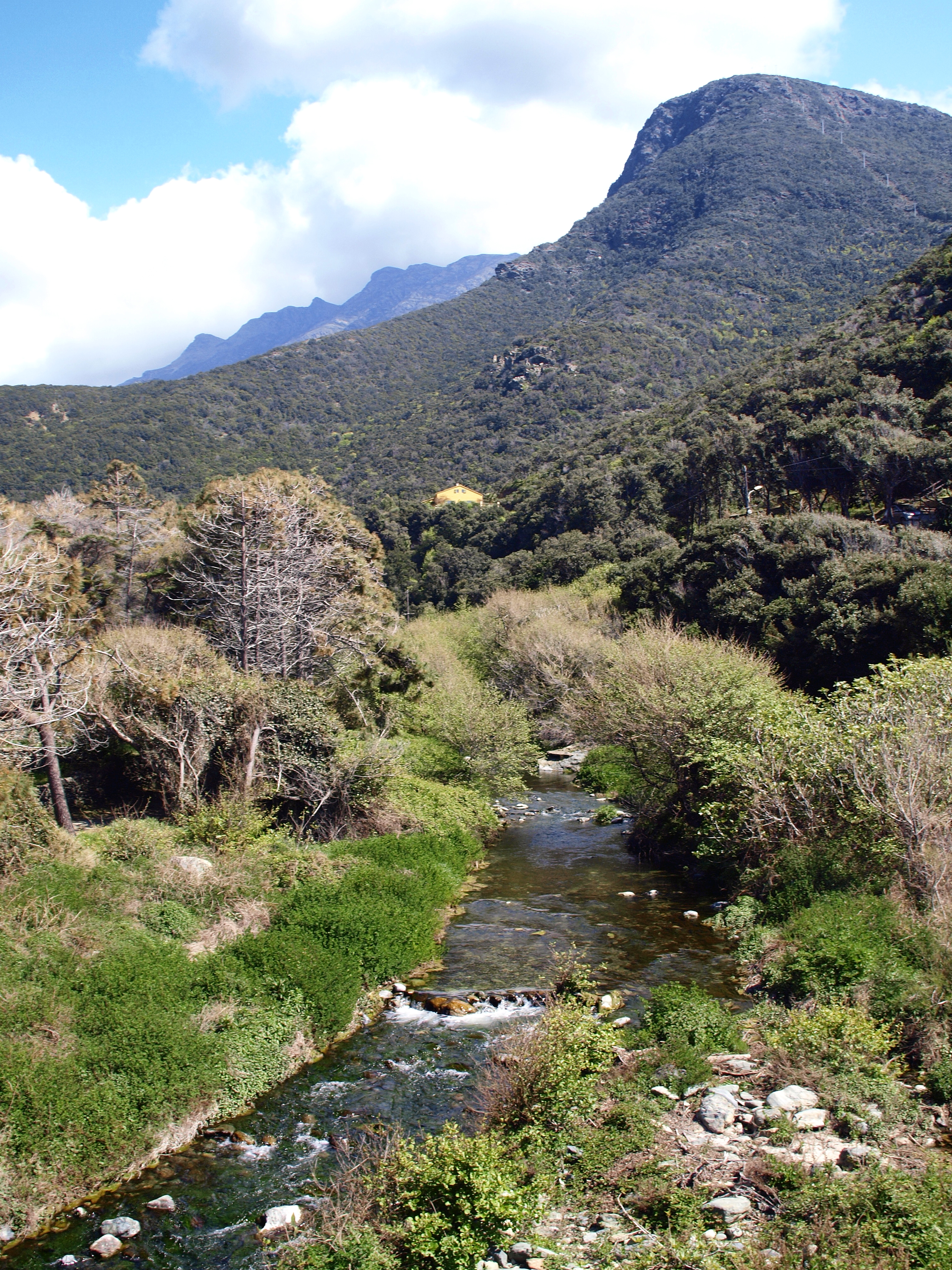
La rivière d'Olmeta en amont du pont de Negro.

Cette vallée « sauvage », verte, est celle de la rivière d'Olmeta, aussi appelée fiume d'Olmeta ou fiume di Negru, et quelquefois fiume di Visitatoju. La rivière d'Olmeta a sa source à 854 mètres sous la bocca d'Antigliu ; en amont elle porte le nom de ruisseau d'Antigliu. Torrent impétueux lors de fortes précipitations, il a emporté lors de la crue du 24 novembre 2016, le pont à deux arches dit « pont de Negro », qui l'enjambe juste avant son embouchure à la Marine de Negro.
La rivière d'Olmeta, longue de 7,3 km est alimentée par quatre affluents : 
- ruisseau de Pierragia (fiume di Pieraggiu), long de 2,9 km[2] ;
- ruisseau de Canarinca, long de 1,6 km[3] ;
- ruisseau de Lori, long de 2,2 km[4] ;
- ruisseau de Monte Grosso, long de 1,6 km[5].

Au sud, le ruisseau de Pianu di Fiume, qui prend sa source à environ 1 040 m d'altitude, au sud de la chapelle ruinée San Jacintu, et est long de 1,6 km, délimite les communes d'Olmeta-di-Capocorso et de Farinole.
D'autres petits cours d'eau prennent naissance sur la commune et se jettent directement à la mer, tel le fiume di Margine, du nom du lieu-dit Margine porté au cadastre.

### Climat et végétation
Comme dans tout le Cap Corse, la commune d'Olmeta-di-Capocorso bénéficie d'un climat méditerranéen maritime aux écarts thermiques modérés. L'hiver y est plus chaud et l'été plus tempéré que dans les autres villages corses.
Le vent dominant est le libeccio, sec, violent, soufflant de l'ouest environ 130 jours l'an, et souvent mêlé au punente, autre vent d'ouest. La commune est ouverte aussi à la provinza ou maistrale, vent de nord-ouest sec et violent l'été, humide et froid l'hiver. Le sciroccu très chaud et sec l'été, chaud et humide l'hiver, arrive du sud/sud-est. Du nord souffle la tramuntana vent hivernal, sain mais violent, sec et glacial. Le gricale (ou crecale) vent humide souffle du nord-est. Enfin, le levante vent d'est, est humide et malsain. Il apporte parfois de très fortes précipitations, parfois de neige abondante.
Elle abrite de nombreuses espèces de la végétation méditerranéenne. Le maquis y est le plus souvent dense et haut, sauf sur les versants plus arides, composé essentiellement de bruyères arborescentes, d'arbousiers, de genévriers, romarins, lentisques, cystes, myrte, asperges sauvages, Cyclamens repandum et hederifolium, fenouil, etc.). Châtaigniers et chênes occupent les zones à sol plus profond, plus humides.

### Voies de communication et transports

#### Accès routiers

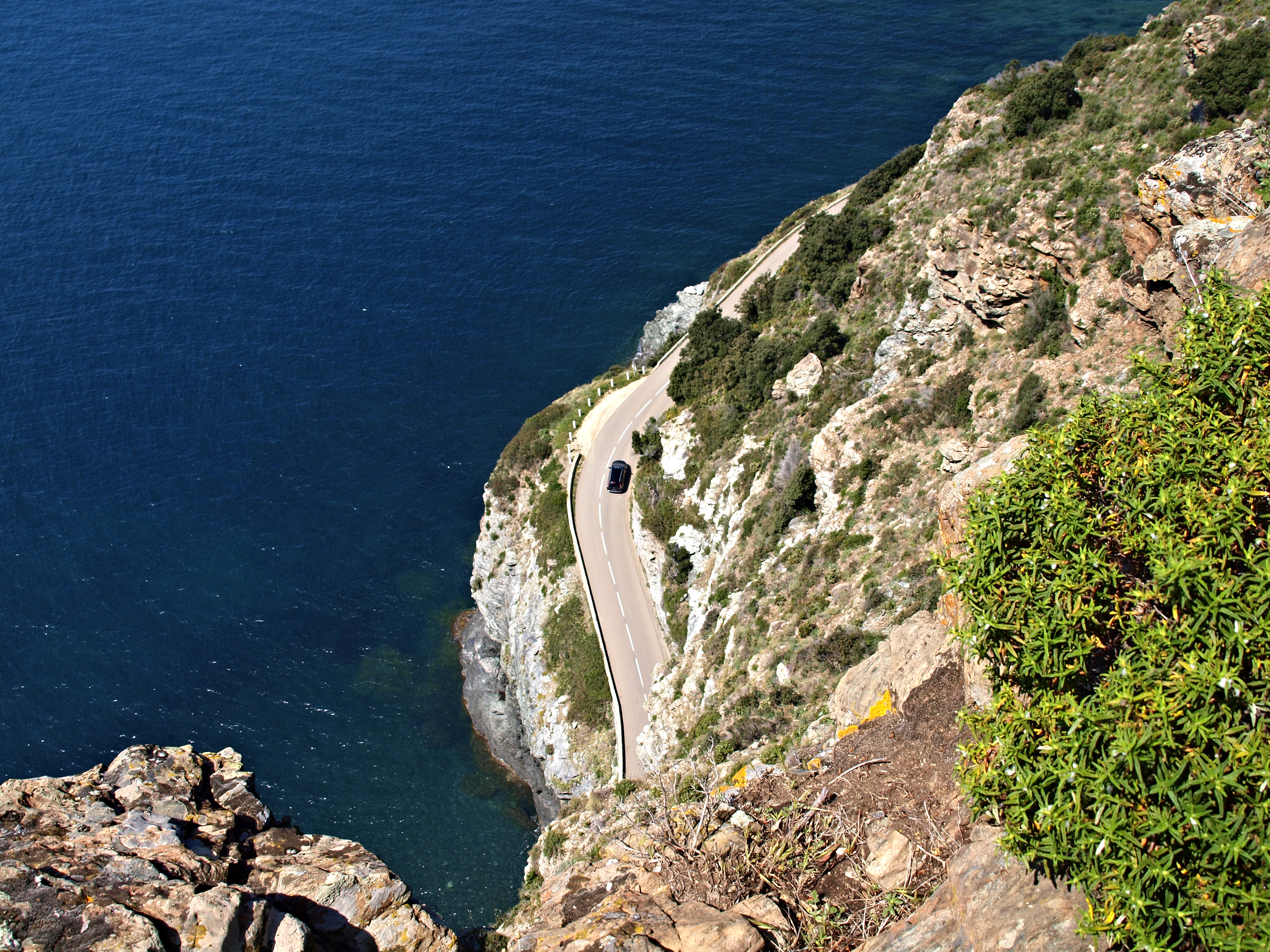
La route D80 vue depuis la D433

Olmeta-di-Capocorso est située sur la façade ouest du Cap Corse, à 20 km au nord de Saint-Florent. Bastia est à 10 km à vol d'oiseau, juste de l'autre côté du cap, mais à environ 35 km par la route.
La commune est traversée dans sa partie littorale par la route D80 (ancienne route nationale 198 de Saint-Florent à Bonifacio comme encore portée sur les cartes cadastrales de Géoportail), route faisant le tour du Cap Corse. La route D 433 (ou ancien chemin départemental no 433 de la route nationale 198 à Olmeta-du-Cap comme portée sur les cartes cadastrales) dont l'intersection avec la D 80 se situe à près d'un kilomètre au nord de la Tour de Negru et à 4 km de Nonza, est l'unique route conduisant au village d'Olmeta-di-Capocorso. Elle s'y termine en cul-de-sac.

#### Transports
Le village d'Olmeta-di-Capocorso est distant par route, de 35 km du port de commerce de Bastia, de 33 km de la gare des CFC de Bastia et de 49 km de l'aéroport de Bastia Poretta, qui sont les plus proches.

## Urbanisme

### Typologie
Au 1er janvier 2024, Olmeta-di-Capocorso est catégorisée commune rurale à habitat dispersé, selon la nouvelle grille communale de densité à sept niveaux définie par l'Insee en 2022.
Elle est située hors unité urbaine. Par ailleurs la commune fait partie de l'aire d'attraction de Bastia, dont elle est une commune de la couronne,. Cette aire, qui regroupe 93 communes, est catégorisée dans les aires de 50 000 à moins de 200 000 habitants,.
La commune, bordée par la mer Méditerranée, est également une commune littorale au sens de la loi du 3 janvier 1986, dite loi littoral. Des dispositions spécifiques d’urbanisme s’y appliquent dès lors afin de préserver les espaces naturels, les sites, les paysages et l’équilibre écologique du littoral, tel le principe d'inconstructibilité, en dehors des espaces urbanisés, sur la bande littorale des 100 mètres, ou plus si le plan local d’urbanisme le prévoit.

### Occupation des sols
L'occupation des sols de la commune, telle qu'elle ressort de la base de données européenne d’occupation biophysique des sols Corine Land Cover (CLC), est marquée par l'importance des forêts et milieux semi-naturels (97,6 % en 2018), une proportion identique à celle de 1990 (98,1 %). La répartition détaillée en 2018 est la suivante : 
milieux à végétation arbustive et/ou herbacée (59,7 %), forêts (28,4 %), espaces ouverts, sans ou avec peu de végétation (9,5 %), zones agricoles hétérogènes (2,2 %), eaux maritimes (0,2 %). L'évolution de l’occupation des sols de la commune et de ses infrastructures peut être observée sur les différentes représentations cartographiques du territoire : la carte de Cassini (XVIIIe siècle), la carte d'état-major (1820-1866) et les cartes ou photos aériennes de l'IGN pour la période actuelle (1950 à aujourd'hui).

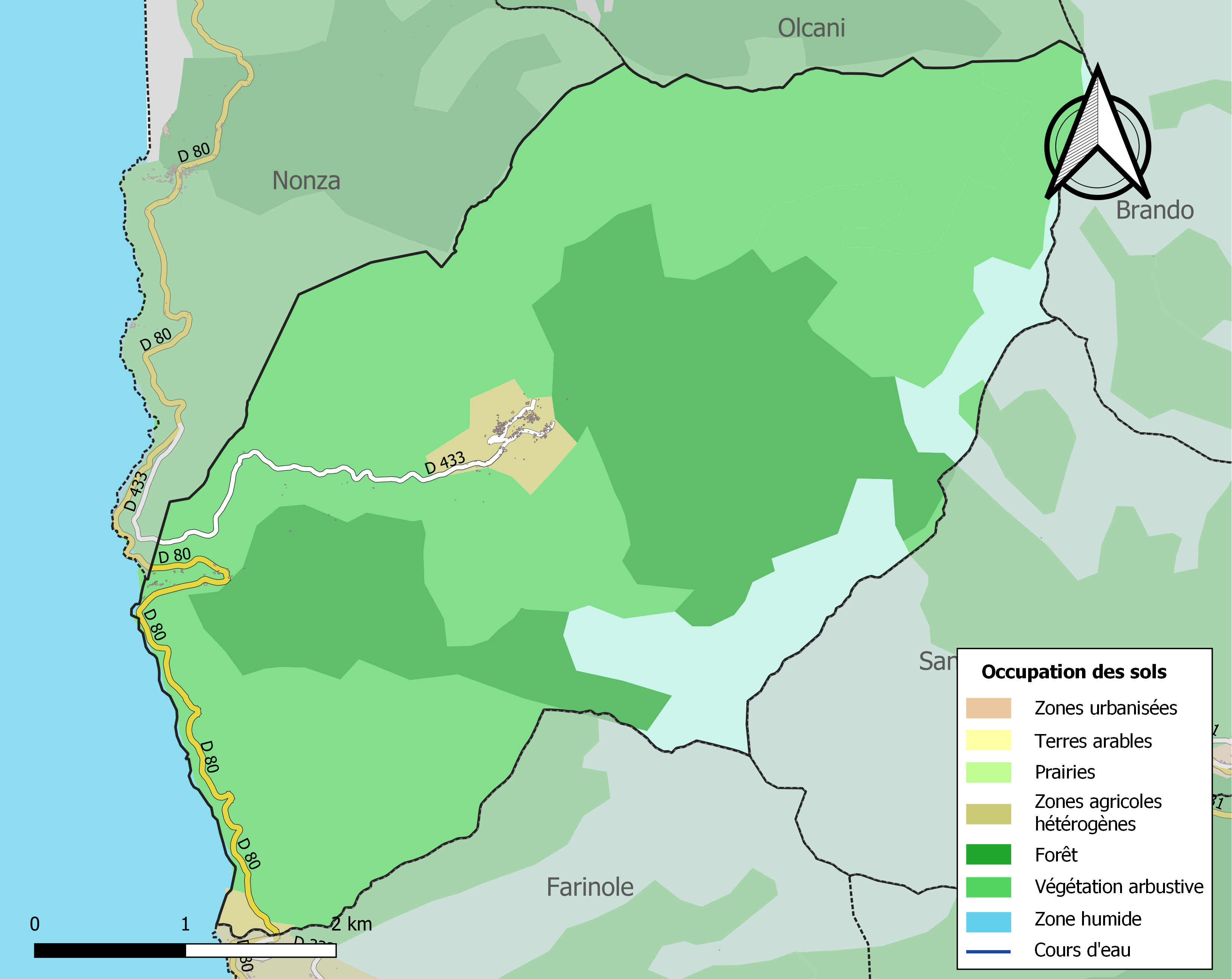
Carte des infrastructures et de l'occupation des sols de la commune en 2018 (CLC).

### Olmeta-village

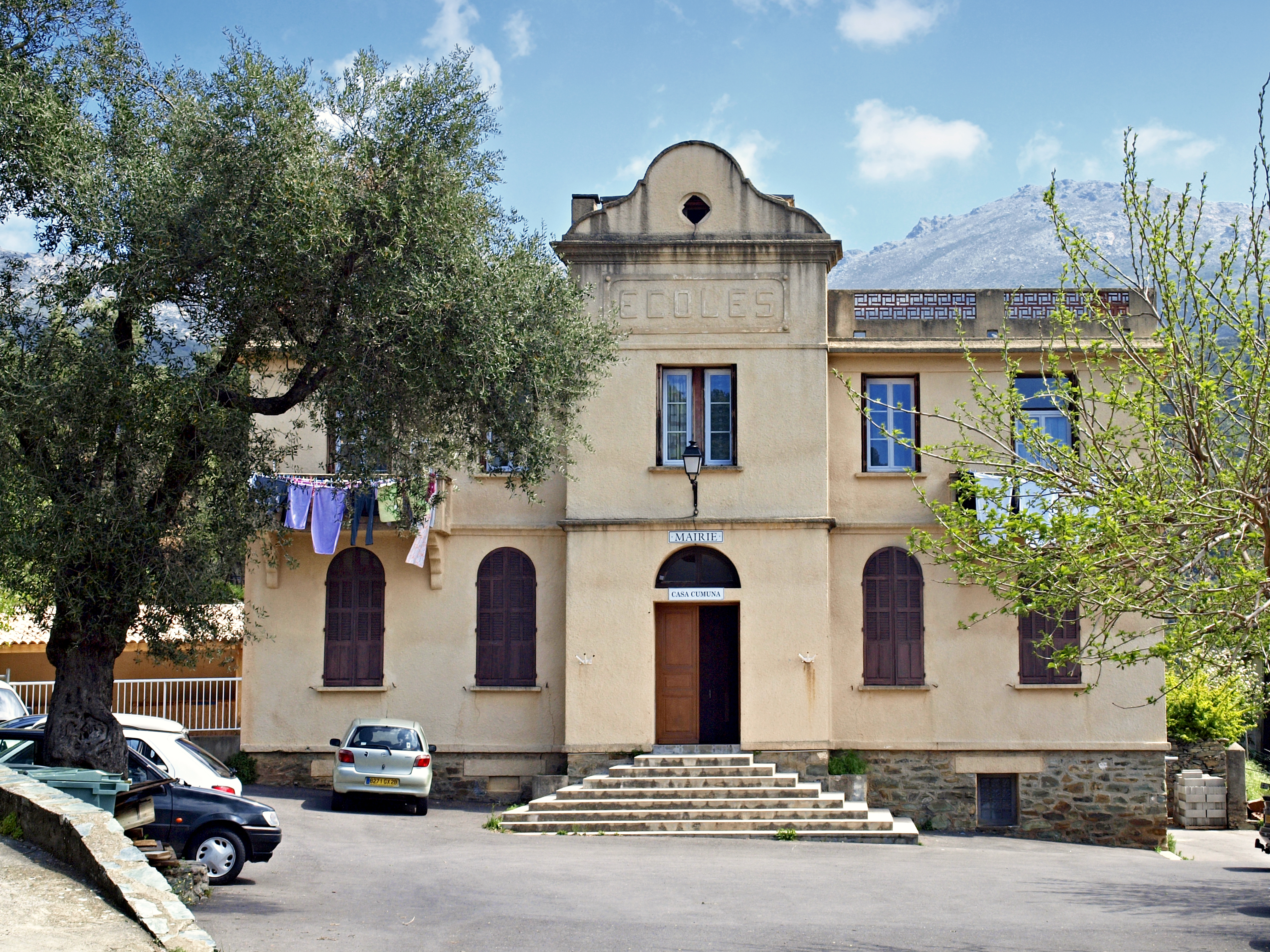
Mairie

Le village est formé de cinq hameaux : Grillasca, Celle, Poggio, Piazze et Cariacciu (deux hameaux réunis sont appelés Agullasca), accrochés dans la vallée à 400 m d'altitude au pied du Monte Stello (1 306 m). Le bâti est ancien, très souvent rénové. Les toits sont généralement couverts de lauzes. On y rencontre peu de maisons ruinées. De nombreuses maisons, du XVe siècle au XXe siècle, sont reprises à l'Inventaire général du patrimoine culturel. Le village accueille une population qui triple pendant la période de pointe estivale (août).
Au Moyen Âge existait le village de Spilonche situé plus bas que l'actuel Olmeta, au nord de l'actuelle R 433. De ce site, il ne reste plus rien.
- Grillasca autrefois Agrillasca est situé à l'entrée du village. S'y trouvent l'église San Cesariu du XVIe siècle, le monument aux morts et le cimetière. À 150 m en dessous, existait le hameau d'Ivola qui a été abandonné au XIXe siècle.
- Celle comporte deux quartiers : Stagnolu et Pozzu. C'est le hameau le plus à l'est.
- Poggio ou Poggiu. Le hameau renferme la chapelle Notre-Dame-des-Sept-Douleurs appelée Madonna-in-sù, de la fin du XVIIe siècle. Sa fête qui était le vendredi de la Passion est passée au 5 décembre jour de l'Immaculée Conception.
- Piazze et Cariacciu. On ouvrit la première école d'Olmeta en 1689 à Piazze. L'école est depuis fermée faute d'un effectif scolaire suffisant. Le bâtiment abrite aujourd'hui les locaux de la mairie. Cariacciu est le hameau le plus au nord du village.

On trouve quelques commerces au village : hôtel - bar du centre, boucherie et boulangerie itinérantes.

### Marine de Negru

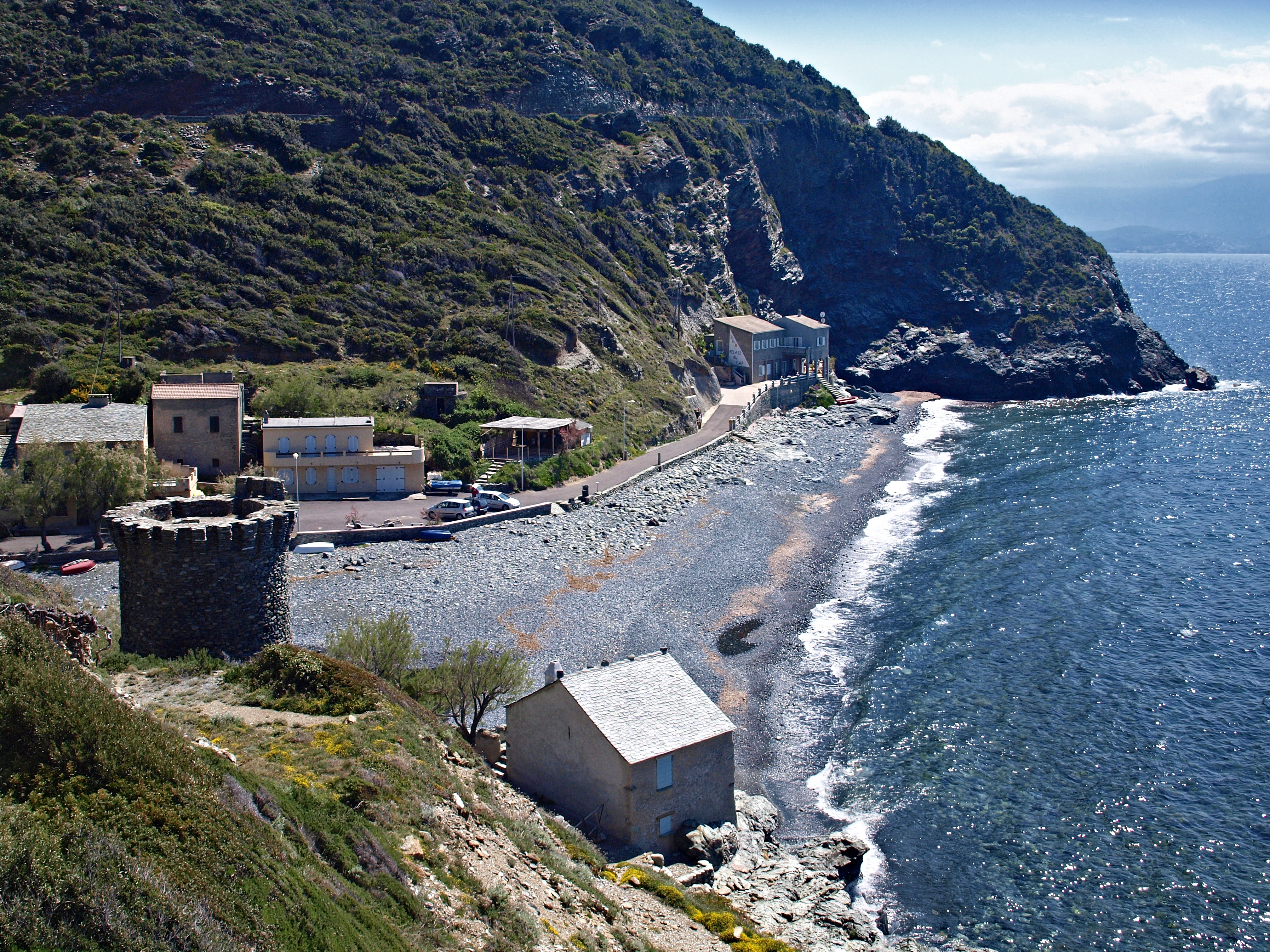
Marine.

Désertée au XVIe siècle à cause des invasions barbaresques, la petite marine était peuplée au Moyen Âge. Elle s'est reconstruite ces cinquante dernières années à l'embouchure de la rivière d'Olmeta. Au XIVe siècle existaient plusieurs forges qui ont été abandonnées le siècle suivant ainsi qu'un fortin que Gênes démantela en 1456 et qui fut remplacé au XVIe siècle par une tour ronde dite « Torra di Negru ». De la marine, les Olmétais partaient jadis en barques travailler des terres à blé aux Agriates et en ramenaient leur récolte par la même voie. Une taxe d'entrée était perçue par Gênes sur les blés importés au même titre que ceux arrivant d'Italie jusqu'en 1669.
Deux gîtes d'étape existent à la Marine, qui est desservie par un boucher et un boulanger itinérants.

## Toponymie
En corse, le village s'appelle Lumeta.
On le trouve aussi anciennement dans la toponymie sous la forme Olmeta-di-Nonza, faisant référence au fief et à la piève du même nom.
Il tire son nom du latin ulmetum signifiant ormaie.
Ses habitants sont appelés les Lumitesi (Olmétais).

## Histoire
De la fin du IXe siècle à 1625, la vallée faisait partie de l'ancien fief de Nonza, et était administrée directement par Gênes. Elle passa sous le contrôle de Pascal Paoli à partir de 1757.
Le contexte est celui de l'histoire du Nebbio et de la Corse. On peut préciser d'un point de vue local :

### Préhistoire
Le site d'Olmeta a été occupé dès la Préhistoire. Des peintures rupestres, datées du IIe siècle millénaire av. J.-C., ont été découvertes dans une grotte nommée Grotta Scritta. Ce sont les plus anciennes découvertes en Corse. Deux des huit pétroglyphes à l'ocre rouge, sont anthropomorphes. Mal protégées, elles se dégradent.
De Xavier Poli, en 1907 : « C'est surtout dans le Cap Corse, le Nebbio, la Balagne, les environs d'Ajaccio, de Grossa et de Bonifacio qu'ont été trouvés les plus beaux spécimens des artisans néolithiques : haches, percuteurs, broyeurs, polissoirs, poteries et pointes de flèches. Ces pointes de flèches sont toutes en jaspe de Corse ».

### Antiquité
Selon Ptolémée, la Corse était habitée par douze nations qui, pour la plupart autochtones, n'ont subi l'influence romaine que dans de faibles proportions. Les Vanacini, la plus connue de ces nations, occupaient tout le Cap Corse ; leur nom semble déceler une origine ligure. Mais, au temps de Sénèque, la plupart des autochtones avaient dû quitter le Cap Corse pour se réfugier sur les hauts plateaux du Nebbio.
Du Néolithique au Moyen Âge, les contacts avec les divers peuples qui ont commercé ou conquis voire exploité, avec la Corse, étaient rarement directs, car sans accès local sûr à la mer. Les relations étaient orientées surtout avec les localités voisines (Bastia, Saint-Florent), le village étant reculé, en montagne. Néanmoins, diverses influences ont opéré selon les périodes ; sont passés Phéniciens (commerce) et Grecs, les Ligures (-2000 av. J.-C. jusqu'au IVe siècle (colonisation), les Étrusques (apogée de -600 à -350 av. J-C) (commerce), les Génois (qui faisaient de la Corse un fief religieux à partir du XIe siècle (époque Pisane et Génoise) puis leur grenier à blé au XIVe siècle) - en témoigne la tour génoise de Negru, sans compter les Toscans (commerce) -en témoigne le pont romain de Negru, les Celtes, les Français, etc.

### Moyen Âge
Vers 860, apparaît la féodalité avec la lente et anachronique reconquête sur les Maures et leur roi Ferrandino par le légendaire Ugo Colonna.
Au commencement du XIe siècle, probablement après la bataille de Luni (1016), des seigneurs toscans ou génois, sans mandat du Saint-Siège, passent en Corse et, aidés par les populations chrétiennes, chassent les musulmans du Nebbio, de la Balagne, de Mariana et d'Aléria.
Les Avogari (mot lombard signifiant avoués) étaient seigneurs de Nonza-Olmeta jusqu'en 1109.
Avec Olcani, Olmeta se trouvait dans la juridiction de Nonza qui était alors le fief seigneurial des Avogari. Olmeta étant plus peuplé que Nonza, mais moins accessible de la côte, s'est disputé l'autorité religieuse et administrative pendant des siècles, mais toujours dans le giron du diocèse de Saint-Florent (Nebbio).
Toute la partie du Cap-Corse située au-delà de Lavasina et du Negru était dominée par la famille delle Suvere (ce nom devint plus tard Suare) et d'autres gentilshommes. Plus tard, ils s'exterminèrent entre eux et les populations envoyèrent demander à Gènes des officiers pour les gouverner, car elles étaient résolues à vivre sous le régime populaire. Un membre de la famille des Avogari (ou Avogarij), originaires, suivant quelques-uns, de Voghera en Lombardie, passa avec un membre de la famille Pevarelli dans le Cap-Corse, qu'ils gouvernèrent longtemps, eux et leurs successeurs, et dont les populations leur payaient un salaire.
- 1336 - À la mort de Jean Avogari, le fief sera partagé entre ses trois fils ; Nonza revenant à Lucchino.
- 1358 - La révolte populaire dirigée par Sambucucciu d'Alandu chasse de leur fief tous les seigneurs, remplacés par des caporali. La plupart des châteaux sont démolis.
- 1372 - Réalisant ses droits, l'Aragon aide le comte Arrigo Della Rocca qui occupe Nonza ; mais il est repoussé par Colombano da Mare. Arrigo s'entend avec les Génois pour fonder la Maona. Luchino Gentile retrouve son fief de Nonza et se fortifie dans les deux châteaux de Nonza et de Farinole.

Une étude détaillée de l'histoire du village en a été faite par Paul Félix Vecchioli.

### Temps modernes
Au XVIe siècle Olmeta faisait encore partie du fief de Nonza, "communauté" de la seigneurie Gentile (elle deviendra la famille de Gentili). Vers 1600 le fief comptait environ 350 habitants qui occupaient les lieux habités alors appelés Olmeta, Viola, lo Poggio, le celle, lo Vignale, la Grillasca. Nonza, la Tega, Olcani, Cocolo et Cocollino.
Bien avant l'annexion de la Corse, la France réclame à maintes reprises la souveraineté sur le Capi Corsu, considéré comme une zone stratégique de première importance.
- 1748 - 12 juillet. Les Français occupent Nonza et Olmeta di Capicorsu[20].
- 1763 - 16 juin. Pendant qu'ils opèrent un mouvement de diversion contre Olmeta di Capicorsu, les Génois se fortifient dans la plaine de San Pancraziu ; leur artillerie commence le bombardement de Furiani sans faire trop de dégâts parce que trop éloigné[20].
- 1768 - Des batailles acharnées, avec de fortes pertes humaines des deux côtés, permirent de prendre position alentour à Patrimonio, et en août à Olmeta. Le 24 août, trois colonnes françaises se dirigent vers Nonza : celle du comte de Marbeuf partie de Siscu, celle du comte de Coigny parti d'Olmeta, celle du comte de Grandmaison par le bord de mer. Après deux jours de siège et de bombardement continu par les bateaux de guerre, les Corses, Ghj. Barbaggi à leur tête, capitulent[20].

Par la force de 7 200 hommes les Français prennent Nonza.
Le Cap Corse est réuni au royaume de France, avant le reste de l'île, et passe sous administration militaire française.
- 1789 - La Corse appartient au royaume de France. Olmeta se trouve dans la juridiction royale du Capocorso.
- 1790 -  Avec la Révolution française est créé le département de Corse avec Bastia comme préfecture. Les anciennes communautés ou paroisses prennent le nom de communes. La commune se nommait alors Olmeta di Nonza.

Le 12 juillet, les cinq diocèses de la Corse (Ajaccio, Aléria, Bastia, Mariana et Nebbio) sont ramenés à un seul, celui d'Ajaccio.
- 1793 - An II. la Convention divise l'île en deux départements : El Golo (l'actuelle Haute-Corse) et Liamone (l'actuelle Corse-du-Sud) sont créés. L'ex-juridiction royale du Capicorsu passe dans le district de Bastia ; celui-ci est partagé en cantons (ex-pievi), et le canton en communes. Olmeta se trouve dans le canton de Santa Giulia, dans le district de Bastia et dans le département de El Golo.
- 1801 - Sous le Consulat[Note 3], la commune qui a le nom d'Olmeta prend celui d'Olmeta-di-Capocorso, est toujours dans le canton de Santa Giulia (chef-lieu Nonza), dans l'arrondissement de Bastia et le département d'El Golo.
- 1811 - Les départements d'El Golo et du Liamone sont fusionnés pour former le département de Corse.
- 1828 - Olmeta-di-Capocorso passe dans le canton de Nonza[22].

### Époque contemporaine
- 1954 - Le canton de Nonza est formé des communes de Canari, Nonza, Ogliastro, Olcani et Olmeta-di-Capocorso qui comptait alors 231 habitants[19].
- 1973 - Le canton de Sagro-di-Santa-Giulia est créé avec la fusion imposée des anciens cantons de Nonza et Brando.
- 1975 - La Corse est à nouveau partagée en deux départements. Olmeta-di-Capocorso se trouve dans celui de Haute-Corse.

## Politique et administration

### Liste des maires
| Période                                  | Période  | Identité                  | Étiquette | Qualité |
| ---------------------------------------- | -------- | ------------------------- | --------- | ------- |
| mars 2001                                | 2008     | Jean-Baptiste Boncompagni | .         | .       |
| mars 2008                                | En cours | Mireille Boncompagni      |           | .       |
| Les données manquantes sont à compléter. |          |                           |           |         |

## Population et société

### Démographie
L'évolution du nombre d'habitants est connue à travers les recensements de la population effectués dans la commune depuis 1800. Pour les communes de moins de 10 000 habitants, une enquête de recensement portant sur toute la population est réalisée tous les cinq ans, les populations de référence des années intermédiaires étant quant à elles estimées par interpolation ou extrapolation. Pour la commune, le premier recensement exhaustif entrant dans le cadre du nouveau dispositif a été réalisé en 2004.

En 2022, la commune comptait 129 habitants, en évolution de −12,24 % par rapport à 2016 (Haute-Corse : +5,15 %, France hors Mayotte : +2,11 %).
| 1800 | 1806 | 1821 | 1831 | 1836 | 1841 | 1846 | 1851 | 1856 |
| ---- | ---- | ---- | ---- | ---- | ---- | ---- | ---- | ---- |
| 384  | 452  | 496  | 454  | 440  | 433  | 437  | 433  | 414  |

| 1861 | 1866 | 1872 | 1876 | 1881 | 1886 | 1891 | 1896 | 1901 |
| ---- | ---- | ---- | ---- | ---- | ---- | ---- | ---- | ---- |
| 437  | 447  | 489  | 528  | 533  | 521  | 533  | 568  | 523  |

| 1906 | 1911 | 1921 | 1926 | 1931 | 1936 | 1946 | 1954 | 1962 |
| ---- | ---- | ---- | ---- | ---- | ---- | ---- | ---- | ---- |
| 510  | 415  | 501  | 503  | 521  | 509  | 323  | 231  | 217  |

| 1968 | 1975 | 1982 | 1990 | 1999 | 2004 | 2006 | 2009 | 2014 |
| ---- | ---- | ---- | ---- | ---- | ---- | ---- | ---- | ---- |
| 210  | 175  | 126  | 104  | 112  | 124  | 126  | 135  | 148  |

| 2019 | 2022 | - | - | - | - | - | - | - |
| ---- | ---- | - | - | - | - | - | - | - |
| 133  | 129  | - | - | - | - | - | - | - |

### Enseignement
L'école primaire publique la plus proche se situe à Santa Maria (Patrimonio), distante de 17 km. Collèges et lycées les plus proches sont situés à Bastia Montesoro, distant de 32 km via le col de Teghime.

### Santé
Les cabinets de médecins les plus proches sont situés à Saint-Florent et à Bastia, villes respectivement distantes de 21 km et 32 km. Le Centre hospitalier général de Bastia est distant de 31 km. Plusieurs cliniques se trouvent aussi à Bastia. Deux pharmacies sont à Saint-Florent. Des infirmiers sont installés à Patrimonio ; des masseurs-kinésithérapeutes se trouvent à Saint-Florent.

### Cultes

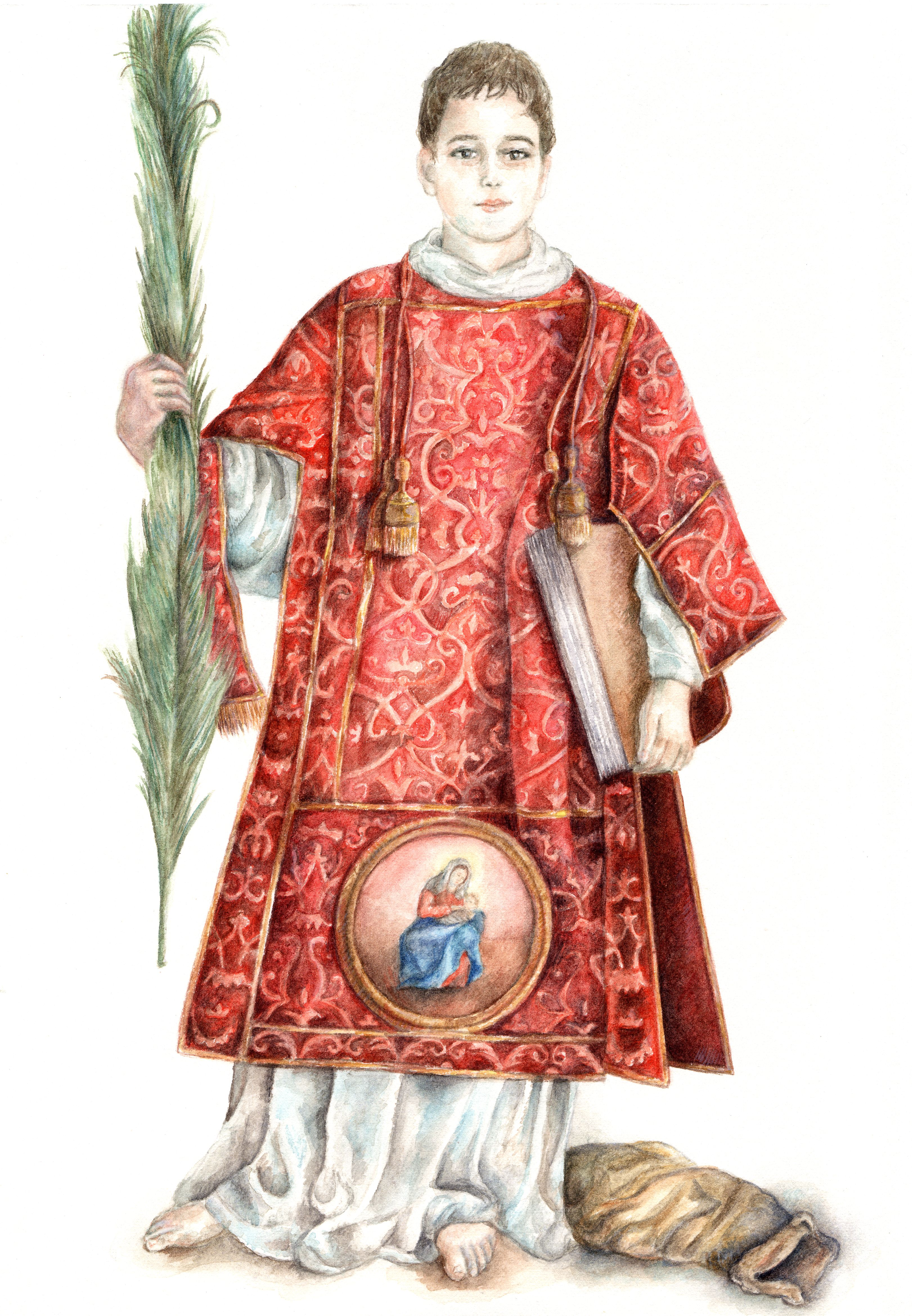
Saint Césaire diacre et martyr de Terracina, Patron de Olmeta di Capocorso.

L'église paroissiale San Cesariu relève du diocèse d'Ajaccio. Le saint patron de la ville est Saint Césaire diacre et martyr de Terracina.

### Manifestations culturelles et festivités
- La fête patronale a lieu le dernier dimanche d’août.

Vie associative
Plusieurs associations existent à Olmeta :
- Association Petre scritte (inventaire du patrimoine architectural et mobilier du Cap Corse)[26] ;
- A Cumpagnia di San Teramu, association qui œuvre pour l’entretien du patrimoine bâti ;
- Associu Culturale d’Olmeta di Capi Corsu (ACOCC) pour l'animation du village ;
- La Perdrix, association de Chasse ;
- Associu l'albore ulmitese, association environnementale patrimoniale pour un développement durable de la commune[27].

### Sports et loisirs

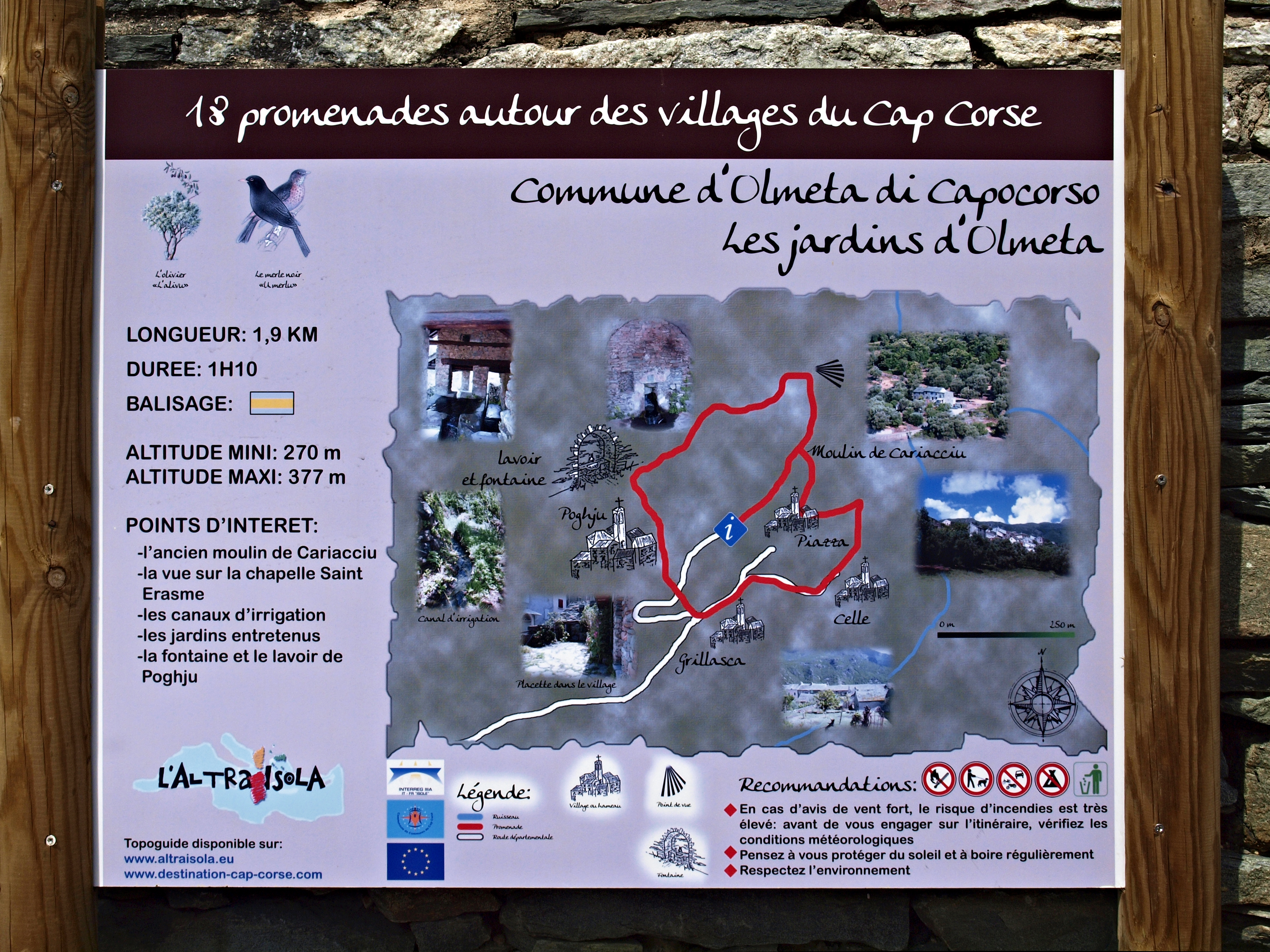
Promenade Les Jardins d'Olmeta

- Un circuit de promenade intitulé Les Jardins d'Olmeta a été récemment mis en place. Long de 1,9 km, il fait le tour des hameaux et passe par les principaux points d'intérêts du village. Il est affiché un trajet au dénivelé de 107 m et d'une durée de 1 h 10. C'est un sentier patrimonial pittoresque entre ses cinq hameaux, avec l'église Saint-Césaire, le lavoir, ses ruelles étroites et escaliers.

Par ailleurs, en empruntant des chemins muletiers depuis le village, d'autres balades peuvent s'opérer en direction de :
- la marine de Negru (45 min à pied en descente) ;
- Nonza, balade passant à la chapelle Saint-Roccu, au col San Stephanu, des bergeries et se terminant par en vue plongeante sur le village de Nonza ; elle permet de découvrir d'anciens jardins, la chapelle de Saint-Roch, la vue sur la vallée et le golfe de Saint-Florent ;
- Ville-di-Pietrabugno - Bastia, passant par la chapelle ruinée de San Jacintu « à cheval » sur Olmeta et sur Farinole, le col de Bocca di San Leonardo (855 m) - Farinole), plus guère usité ;
- d'autres sentiers parcourent le maquis, remontant la vallée en direction de Bocca di Santa Maria (1 097 m - Brando) via les fraîches châtaigneraies, la chapelle de Saint-Erasmu puis les bergeries de Laggiarelli et de Pierragia jusqu'au Monte Stellu (4 h de marche).
- La nature offre d'autres loisirs : plage, chasse, plongée sous marine. Attention toutefois ! La pêche embarquée comme sous-marine est interdite sur le littoral d'Olmeta car celui-ci se trouve dans une zone de réserve naturelle protégée depuis 1975. S'informer auparavant auprès des Affaires Maritimes à Saint-Florent ou à Bastia.

## Économie
Du Moyen Âge jusqu'à la Première Guerre mondiale mondiale, le village d'Olmeta s'est développé grâce à la richesse de sa vallée : on exploitait châtaigniers, oliviers et de nombreuses « planches » de culture (lenze) fournissaient légumes et fruits aux villageois. On allait cultiver le blé aux Agriates, de l'autre côté du golfe de Saint-Florent (d'où la présence à la marine de Negru où l'on trouve des four à chaux) et un moulin à eau, de points d'ancrages à différents niveaux de la côte pourtant peu accessible, au moins un étant même équipé d'aire de battage et d'un four à chaux. Les denrées étaient acheminées vers Bastia à dos d'âne ou d'homme.
Jadis relativement peuplée, aussi bien dans la vallée qu'au bord de mer, Olmeta avait une économie prospère. Les Olmétais cultivaient le blé aux Agriates (du XIVe au  XVIIIe siècle, existaient quatre moulins à blé), de la vigne (jusqu'à 40 ha en 1790), des oliviers, des châtaigniers, possédaient un important cheptel de gros bétail (bovin, ovin, caprin et équin). L'élevage des chevaux était rendu indispensable pour assurer les liaisons avec l'extérieur de la vallée. Ceci explique l'existence des sentiers muletiers franchissant les lignes de crête d'Olmeta.
Du minerai de fer était extrait de son sol et plusieurs forges fonctionnaient à la Marine di Negru. Elles ont été abandonnées au XVe siècle.

« Sur les limites de la juridiction de Nonza, en face de Rossa d'Arco, à un mille de la mer, il y a dans une montagne une mine d'un fer très délicat, plus propre à la fabrication des petits objets que des gros. En dehors même de preuves manifestes, on pourrait conjecturer qu'il y a dans cette montagne une grande quantité de minerai, parce qu'anciennement il y avait sur la plage de Negro des forges dont on voit encore les restes. Au dire des anciens, ces forges ont été abandonnées parce que le bois manquait, et non parce que le minerai était épuisé »

— Mgr Agostino Giustiniani - Description de la Corse traduction de l'Abbé Letteron in Histoire de la Corse Tomes I p. 10.
De nos jours, il y a peu de commerces sédentaires, pas de station-service. La commune est régulièrement desservie par des marchands ambulants (tragulini ou traculini), pour le pain, la viande, le poisson, les produits d'épicerie et les fruits et légumes.

## Culture locale et patrimoine

### Lieux et monuments
- Monument aux morts, situé devant l'église Saint-Césaire, à l'entrée du village.

#### Tour de Negro

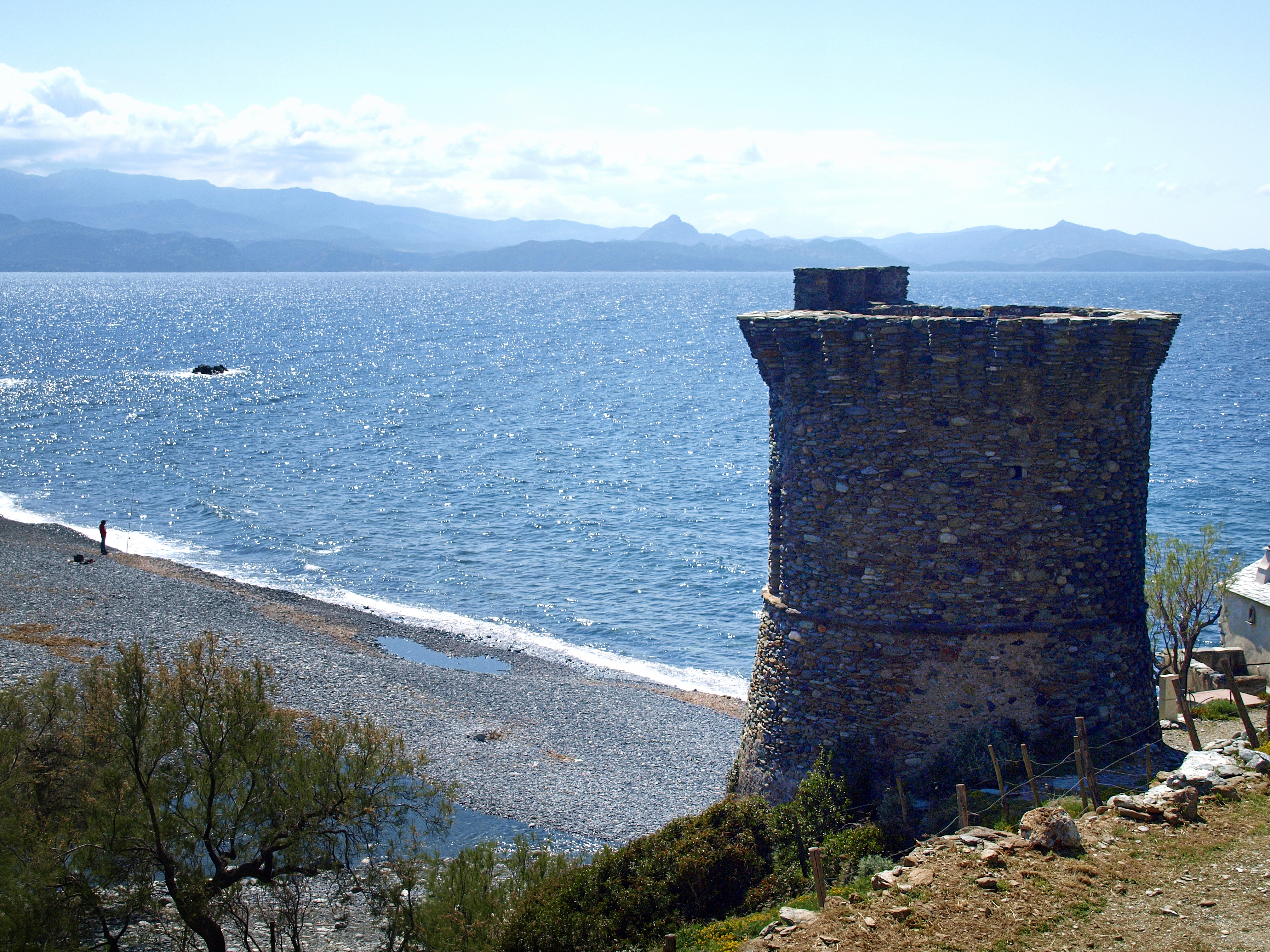
Tour génoise de Negru.

Construite vraisemblablement comme plusieurs autres voisines, vers 1559-1560, la tour génoise dite Torra di Negru était à la charge des habitants d'Olmeta. Elle assurait la sécurité des barques des Capcorsins qui partaient mettre en valeur les terres des Agriates. Elle appartient à la typologie classique des tours rondes à trois niveaux (une base aveugle, un étage au-dessus du cordon et une terrasse couronnée de mâchicoulis). Une porte unique, située au niveau du cordon, donne accès à une pièce unique couverte d'une coupole. Un escalier aménagé dans le mur conduit à la terrasse. Cette tour génoise du XVIe siècle est inscrite aux Monuments historiques.

#### Ruines du village de Celle-Vecchie
Les ruines du village de Celle-Vecchie et de son église San Giuvanni existaient au Moyen Âge. Le village a été abandonné vers l'an 1600. Ce site se trouve à un kilomètre au nord de Cariacciu.

### Patrimoine culturel

#### Grotta scritta
La grotta scritta recèle des peintures pariétales datant de l'Âge du Bronze (vers 1800 av. J.- C.), les seules trouvées en Corse. Elle est localisée à 470 m d'altitude, à 1 200 m au nord-ouest de la chapelle San Roccu.

#### Les maisons de la commune d'Olmeta-di-Capocorso
Sur un bâti de 146 (INSEE), vingt-quatre ont été repérées et seize étudiées. Toutes les maisons repérées sont en schiste, couvertes traditionnellement de lauzes. Elles datent du XVe siècle au XXe siècle. Elles sont reprises à l'Inventaire général du patrimoine culturel.

#### Pont dit pont de Negro

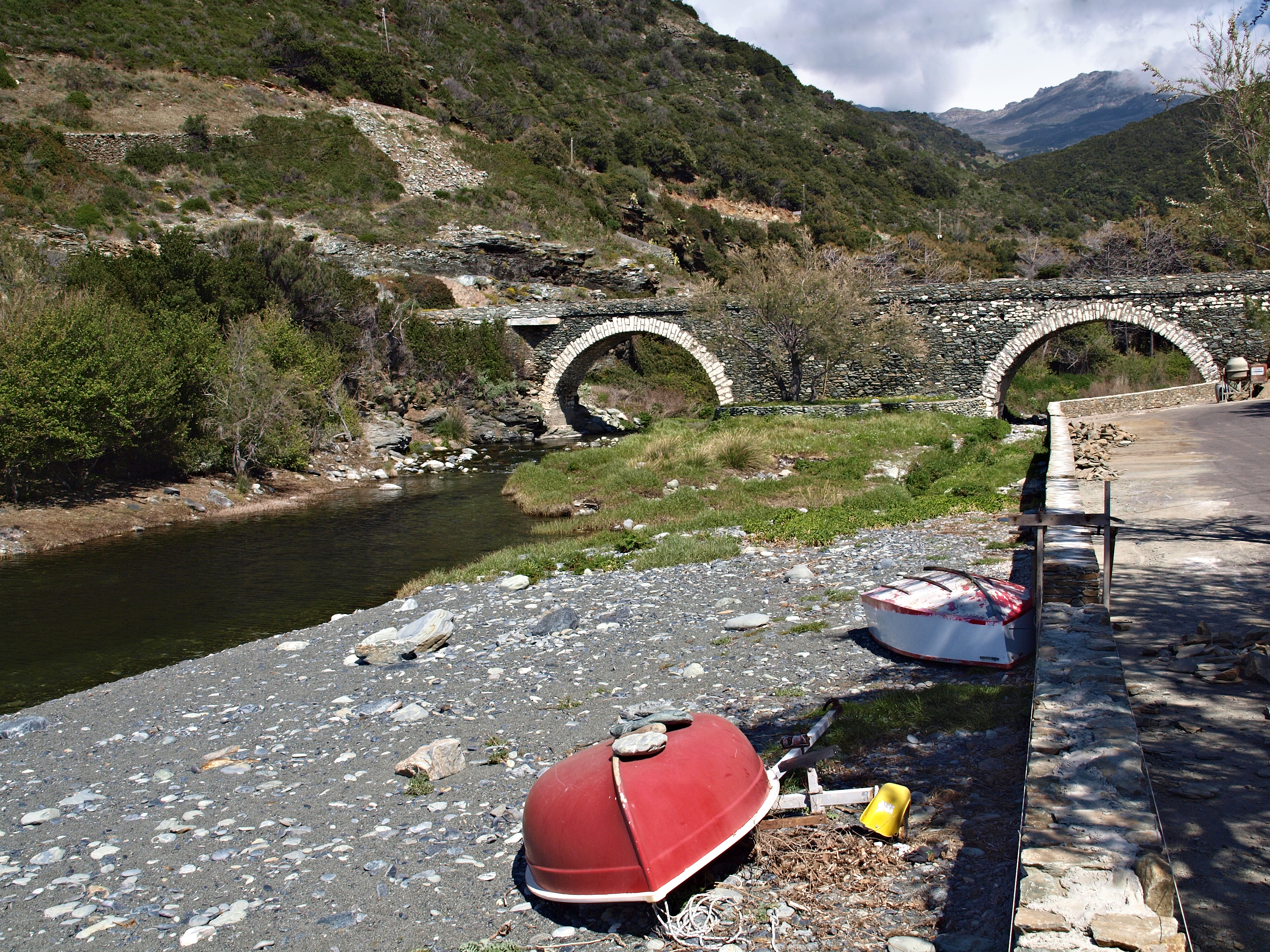
Pont à deux arches.

Le pont à deux arches, voûtées en berceau plein-cintre, enjambe la rivière d'Olmeta, à la marine de Negru. Il a été vraisemblablement construit à la fin du XVe siècle.
Reconstruit après un déchaussage causé par une forte crue en 1853, le 24 novembre 2016 le pont à deux arches a été emporté par une crue exceptionnelle de la rivière due aux très fortes précipitations qui ont touché l'ensemble de l'île.

#### Pont dit ponte di Guarella
Ce pont génois à une arche, enjambe le ruisseau de l'Olmi. Il a été construit au XVIe siècle et se trouve en mauvais état. Il est à l'Inventaire général du patrimoine culturel.

#### Église Saint-Césaire

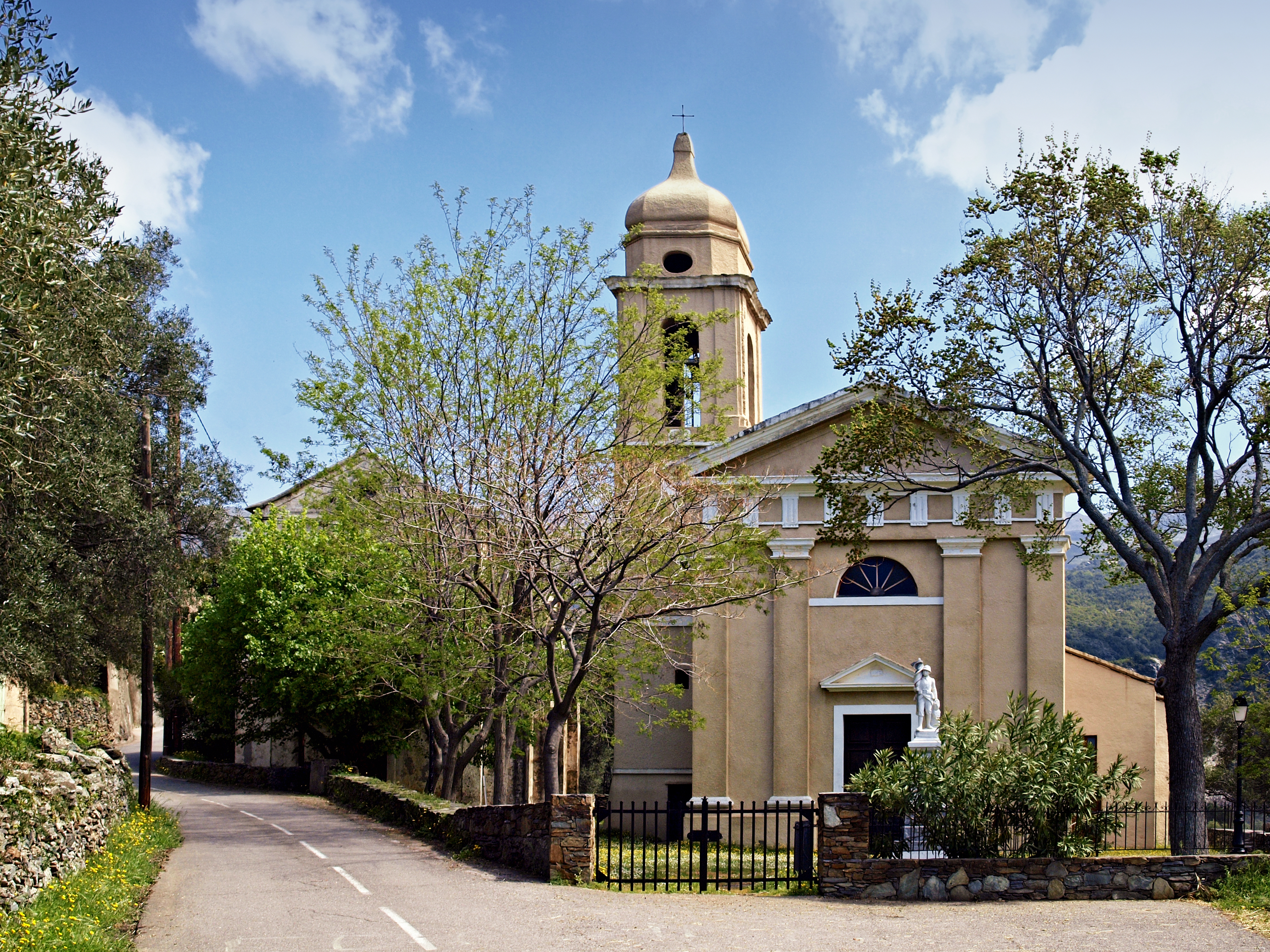
Saint-Césaire.

L'église paroissiale Saint-Césaire (San Cesariu) de la fin du XVe siècle ou du début XVIe siècle, (le premier acte à en faire mention date de 1486), a été à plusieurs reprises remaniée. C'est un édifice de plan allongé et à chevet plat, formé d'une nef à trois vaisseaux, doté d'un couvrement en berceau avec couverture en lauze. La tour-clocher, de plan centré, compte quatre niveaux. Elle se situe au hameau de Grillasca à l'entrée du village. L'église est reprise à l'Inventaire général du patrimoine culturel.

#### Chapelle de confrérie Sainte-Croix
La chapelle de confrérie Sainte-Croix, vraisemblablement édifiée dans la deuxième moitié du XVIe siècle, a été construite à quelques mètres de l'église paroissiale. Elle est formée d'une nef unique terminée par un chevet plat.

#### Église Saint-Érasme
L'église Saint-Érasme (Sant'Erasmu ou San Teramu) du XIe siècle, isolée à 523 m d'altitude, se trouve à près de 1,5 km au nord-est du village, dominant la haute vallée du fiume Canarincu. À sa construction au Xe siècle, la chapelle avait remplacé en qualité de piévanie d'Olmeta, un édifice plus ancien qui se trouvait plus près de la mer. Elle était alors fréquentée par les habitants de villages aujourd'hui disparus : San Tèramu, Vignale, Murtatu et Casuccia (ces deux derniers abandonnés en 1500). Elle était l'église principale de la piève avant l'édification de l'église paroissiale Saint-Césaire, à la fin du XVe siècle. « L'abside semi-circulaire est vraisemblablement datable du IXe siècle ». Le clocher-mur est datable du XVe siècle ou du XVIe siècle. Remanié plusieurs fois, l'édifice religieux est repris à l'Inventaire général du patrimoine culturel. Une fête s'y déroule le premier samedi d’août.

#### Chapelle Saint-Roch
La chapelle Saint-Roch (San Roccu), en ruine, édifiée XVIe siècle au lieu-dit San Rocco, à 550 m à l'ouest de Grillasca, en bordure de l'ancien chemin de Nonza à Olmeta. Elle est abandonnée dès la fin du XIXe siècle. Elle est à l'Inventaire général du patrimoine culturel.

#### Chapelle Notre-Dame-des-Sept-Douleurs
La chapelle Notre-Dame-des-Sept-Douleurs dénommée localement Madonna-in-sù, datée de 1693, est située à Poggio. C'est un édifice privé, construit « à la demande de Maria Veronica Carbuccia ; celle-ci était la femme du notable bastiais Sebastiano Carbuccia et la fille de Carlo Moneglia. Ce dernier, originaire de Ligurie, descendant des seigneurs Cariacci d'Olmeta-di-Capocorso par sa mère, devient coseigneur feudataire du Nonza par l'achat d'une partie de cette seigneurie à Carlo Gentile ». C'est un édifice de plan allongé à un vaisseau, avec charpente apparente en bois, couverte de lauze. Elle est à l'Inventaire général du patrimoine culturel.

#### Chapelle de l'Annonciation
La chapelle se situe au lieu-dit Nunziata et date des années 1634 - 1656. La date 1634 est portée au-dessus du retable du maître-autel. Elle est située au hameau de Grillasca à l'entrée du village près du cimetière, en contrebas de la route, près de l'oratoire disparu San Bernardinu. C'est un édifice de plan allongé à un vaisseau, avec une couverture en schiste. Restaurée récemment, elle est reprise à l'Inventaire général du patrimoine culturel.

#### Chapelles funéraires familiales
Cinq chapelles funéraires et deux tombeaux de famille sont reprises à l'Inventaire général du patrimoine culturel

#### Autres patrimoines culturels
Sont aussi à l'Inventaire général du patrimoine culturel :
- Trois bergeries, cinq remises agricoles, trois moulins à farine, deux aires à battre ;
- Fontaine communale[41], fontaine dite Funtana di Pozzu[42] Lavoir communal[43] ;
- Forge catalane dite a ferrera, dite de Negro[44] ;
- Rucher au lieu-dit Margarita[45].

### Patrimoine naturel

#### ZNIEFF
Olmeta-di-Capocorso est concernée par une zone naturelle d'intérêt écologique, faunistique et floristique de 2e génération :
Crêtes asylvatiques du Cap Corse
La zone d'une superficie de 6 387 ha, englobe la quasi-totalité de la crête centrale du Cap Corse. La limite sud de la ZNIEFF est identifiée par le col de Teghime (commune de Barbaggio). Son intérêt réside en sa fonction d’habitat pour les populations animales et végétales. Elle comporte une faune et une flore classée comme déterminantes avec 25 espèces végétales, dont une colonie de reproduction de petit rhinolophe (Rhinolophus hipposideros), deux couples d’aigle royal (Aquila chrysaetos), et du lézard de Fitzinger (Algyroides fitzingeri).

#### Divers autres patrimoines naturels
- Station de pins d'Alep
- Faune: sanglier, renard, monticole merle-bleu Monticola solitarius (a Merula Turchina), petit rhinolophe  (u Topu Pinnutu)
- Jardins en terrasses, autour du village, construits avec des murs en pierre sèche parfois hauts de 10 m), et jardins potagers au bas de vallée en fond de rivière (canal d'irrigation). On y trouve notamment, reliquats de cultures autrefois parfois importantes, oliviers, mandariniers (Citrus reticulata), citronnier, cédratier (Citrus medica), chêne-liège (Quercus suber L.)
- Plage de galets noirs (filtre la rivière l'été - sauf orage). Mouillage de très beau temps seulement, car très ouvert aux vents de nord à sud-ouest. Houle fréquente, formant vite des rouleaux dangereux par mauvais temps.
- Rochers : falaise de 30 m (péridotite ophiolitique serpentinisée), filon blanc de calcite, rochers colonisés de criste marine, présence de hauts-fonds sur un côté de la plage.
- Grottes (deux à droite sur la plage de Negru dont une habitée ; une à gauche en eau, arches sous-marines)
- Zone naturelle marine protégée : interdite à la pêche; fonds variés et riches (algues; posidonies; poissons girelle sarran serran communis, perche, 'pataclé', murène...)[47].

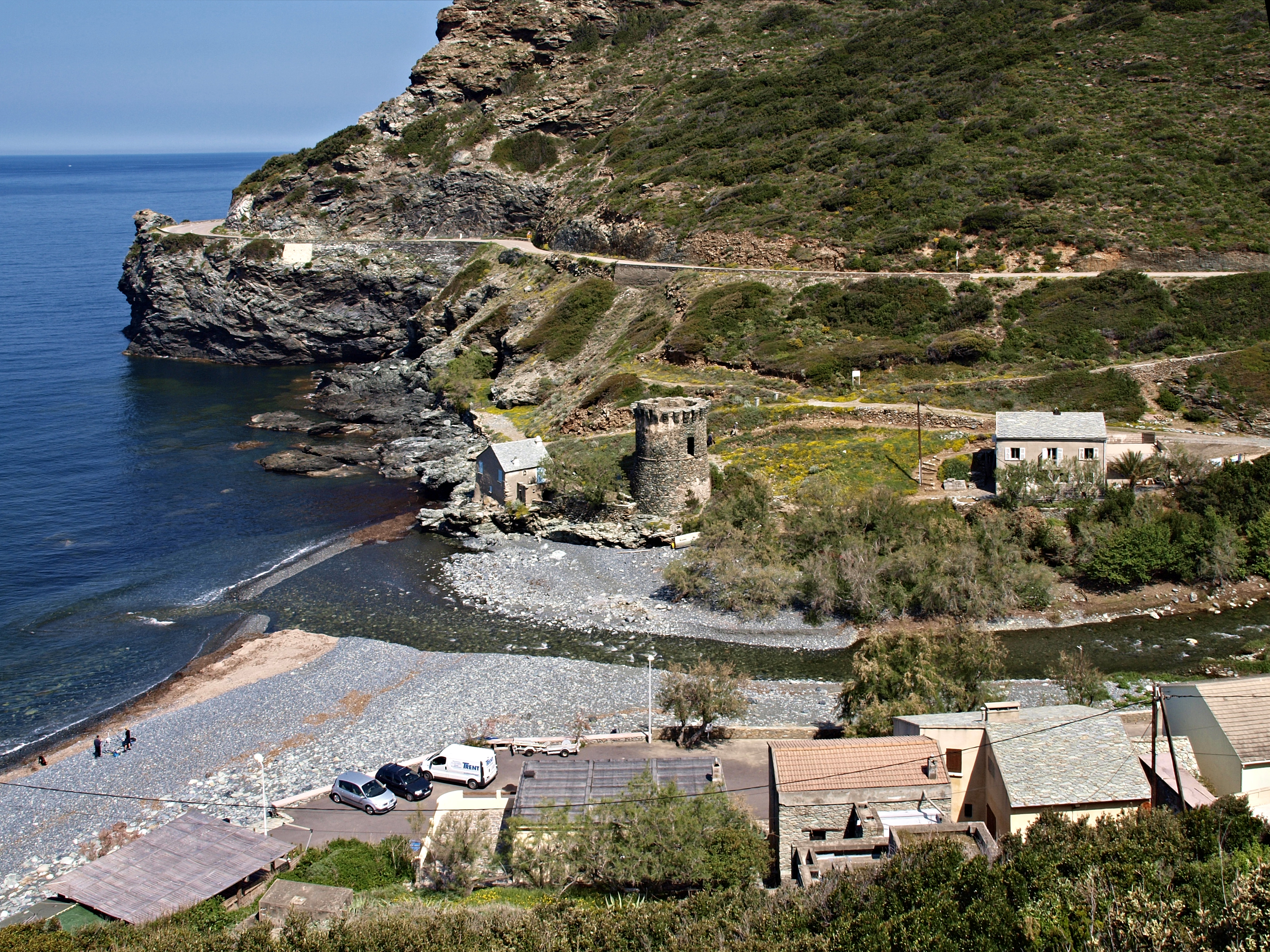
Marine di Negru.
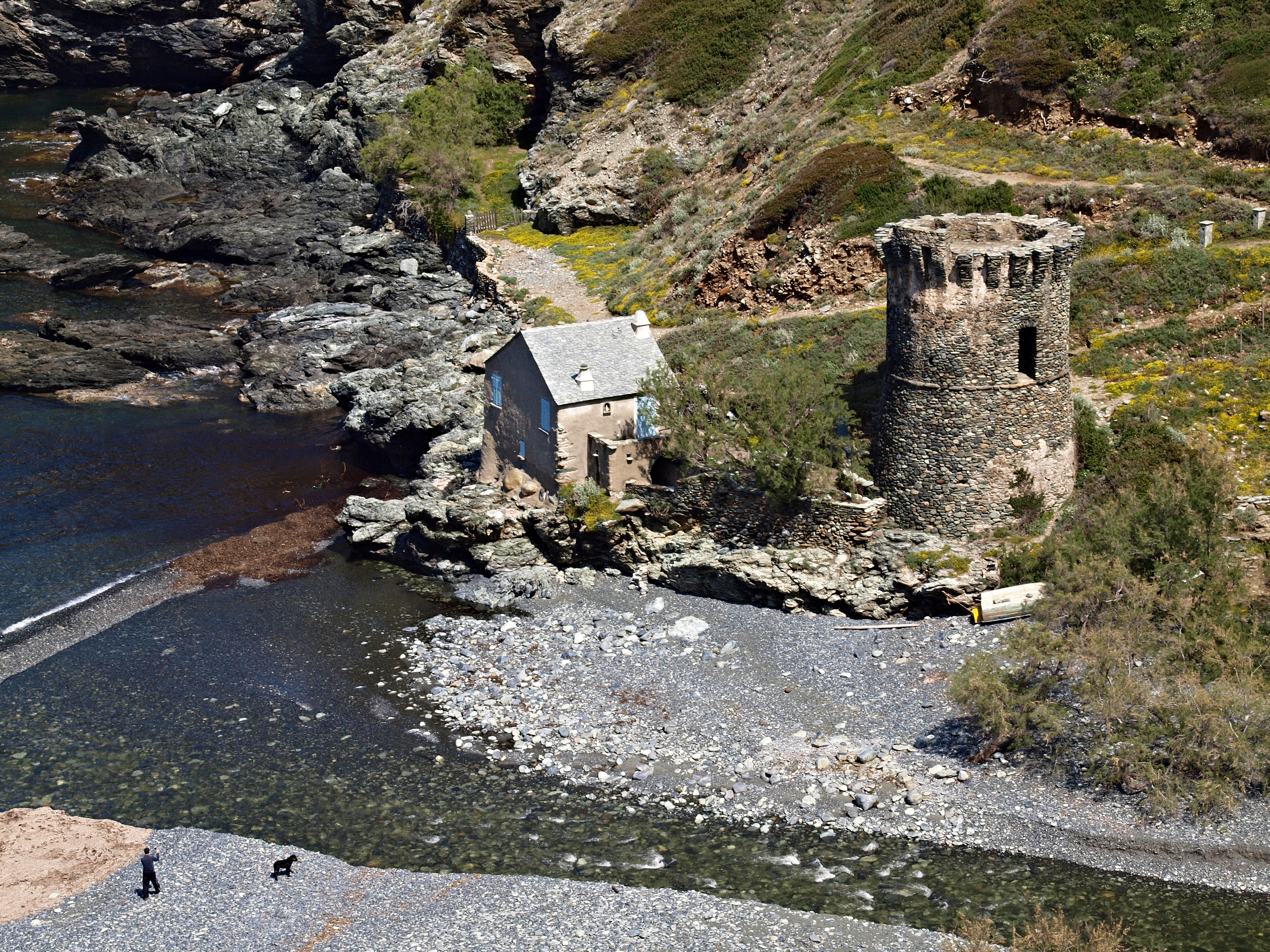
Tour génoise.
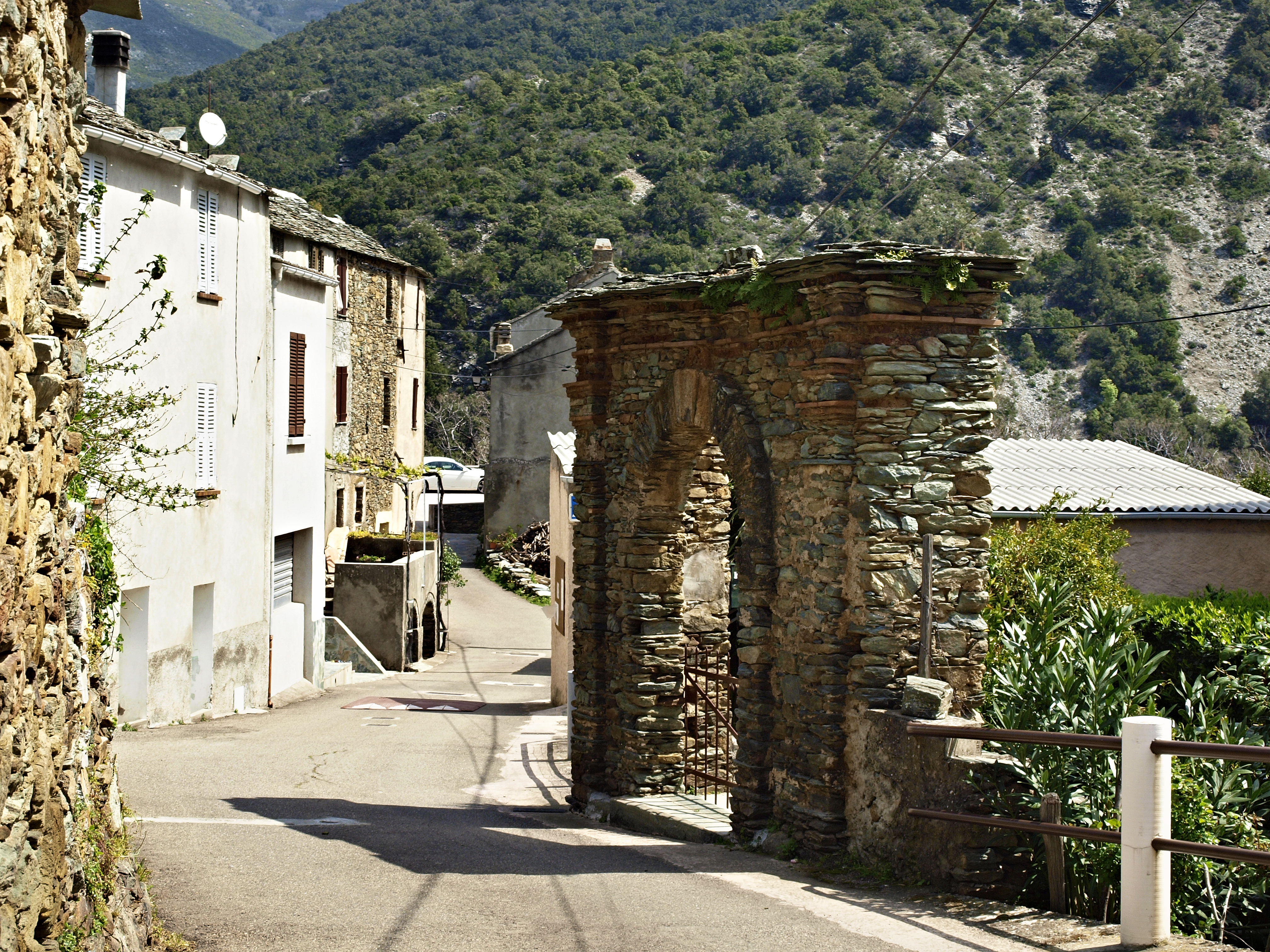
Hameau de Celle.
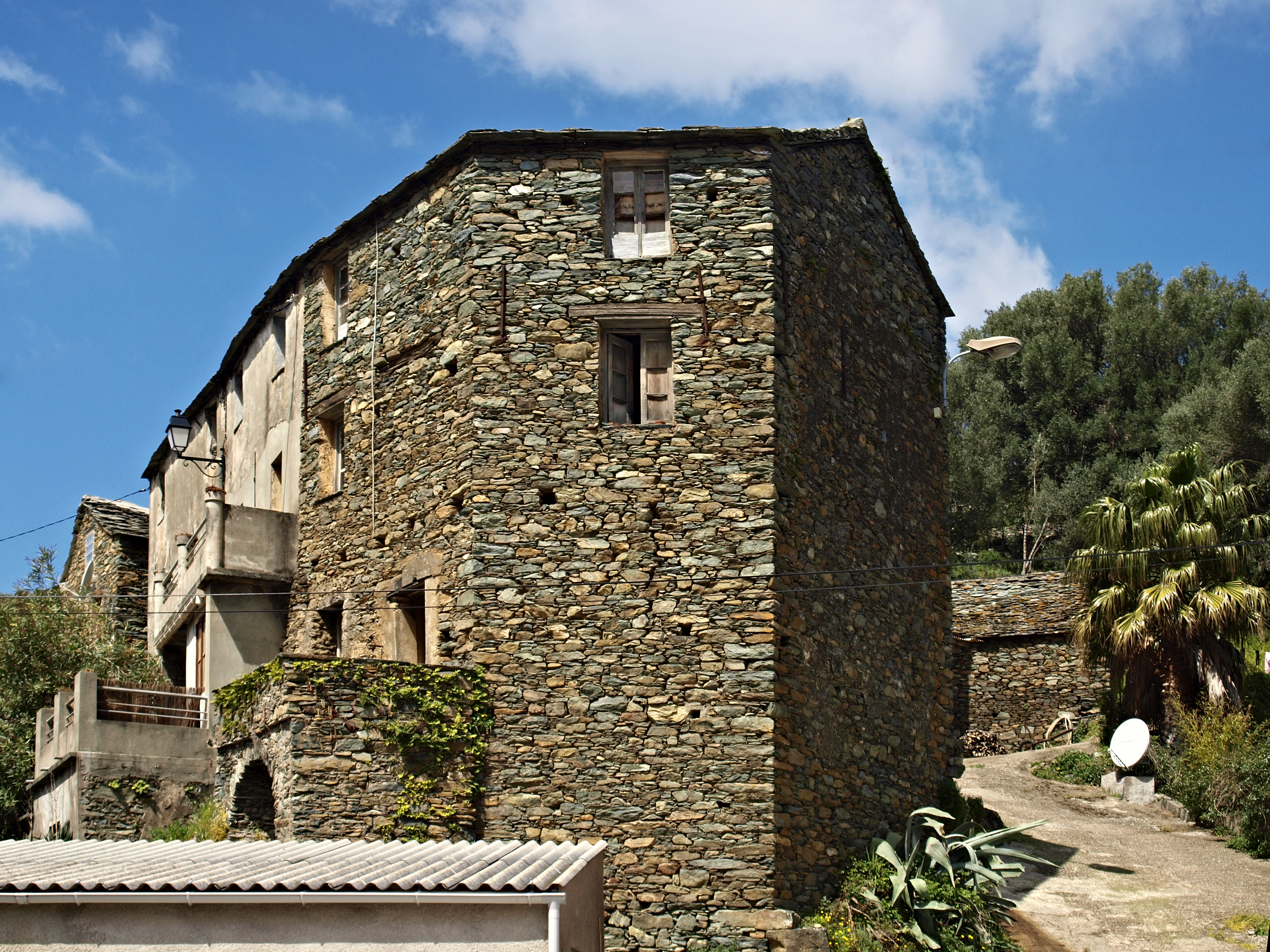
Maisons de Celle.
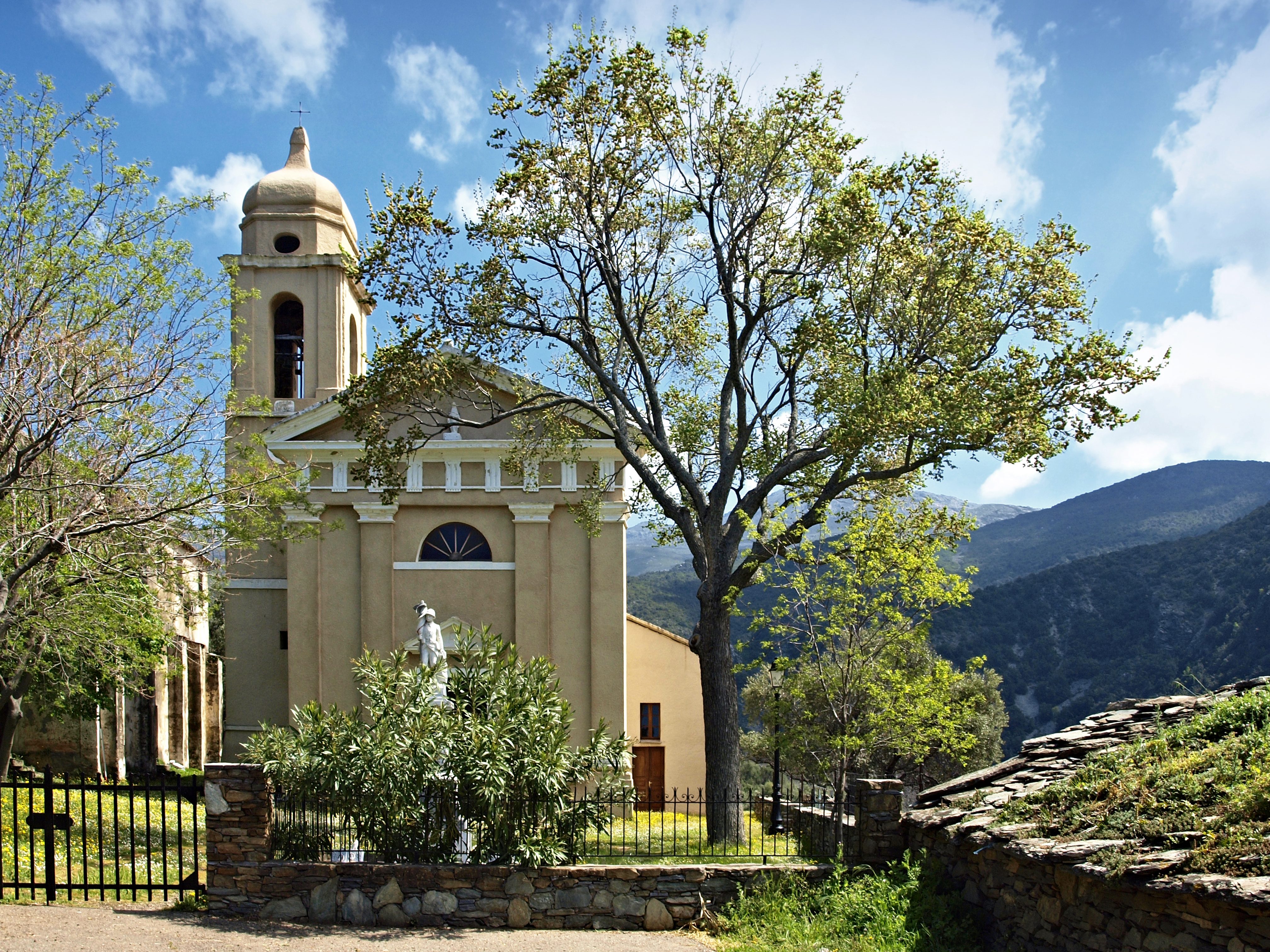
Église Saint-Césaire et monument aux morts.

### Personnalités liées à la commune
- Paul Félix Vecchioli, habitant d'Olmeta-di-Capocorso, écrivain, auteur de La communauté d'Olmeta di Capicorsu paru en 2003 Éditions Samarcelli. Il a écrit trois livres très complets couvrant la généalogie des grandes familles, toute l'histoire du village, la vie sociale et autres documents anciens.
- Leonor Fini, peintre surréaliste très connue  louait une partie du  couvent Saint-François (à 6 km) (commune de Nonza) dans les années 1972 Voir ses peintures, son site officiel, sa « bibliographie détaillée »(Archive.org • Wikiwix • Archive.is • Google • Que faire ?)